# Nazionale maschile under 17 di calcio della Danimarca
La nazionale di calcio danese U-17 (in danese Danmarks fodboldlandshold U-17) è la rappresentativa calcistica Under-17 della Danimarca ed è posta sotto l'egida della DBU. Nella gerarchia delle nazionali calcistiche giovanili danesi è posta prima della nazionale Under-18 e dopo la nazionale Under-16.

## Partecipazioni a competizioni internazionali

### Europei Under-17
- 2002: Quarti di finale
- 2003: Primo turno
- 2004: Non qualificata
- 2005: Non qualificata
- 2006: Non qualificata
- 2007: Non qualificata
- 2008: Non qualificata
- 2009: Non qualificata
- 2010: Non qualificata
- 2011: Semifinali
- 2012: Non qualificata
- 2013: Non qualificata
- 2014: Non qualificata
- 2015: Non qualificata
- 2016: Primo turno
- 2017: Non qualificata
- 2018: Primo turno
- 2019: Non qualificata
- 2022: Quarti di finale
- 2023: Non qualificata
- 2024: Semifinali